# تنها نغمه‌ای شمالی
«تنها نغمه‌ای شمالی» نام ترانه‌ای از آلبوم زیردریایی زرد در سال ۱۹۶۹ از گروه بیتلز می‌باشد که توسط جرج هریسون سروده‌شد و ضبط آن در فوریه ۱۹۶۷ صورت گرفت.